# Chéquia nos Jogos Olímpicos de Verão de 2024
Chéquia participou dos Jogos Olímpicos de Verão de 2024, realizados em Paris, na França. Foi a oitava aparição consecutiva do país nos Jogos Olímpicos de Verão desde a estreia como República Checa em Atlanta 1996, sendo representado por 111 atletas que competiram em 22 esportes.
Conquistou cinco medalhas, três delas de ouro, com Martin Fuksa e Josef Dostál, ambos na canoagem, e com a dupla Kateřina Siniaková e Tomáš Macháč nas duplas mistas do tênis, e duas medalha de bronze, com Nikola Ogrodníková no lançamento de dardo feminino do atletismo e com a equipe masculina de espada na esgrima.

## Medalhas
| Atleta                                          | Esporte   | Evento                       | Medalha |
| ----------------------------------------------- | --------- | ---------------------------- | ------- |
| Kateřina Siniaková Tomáš Macháč                 | Tênis     | Duplas mistas                | Ouro    |
| Martin Fuksa                                    | Canoagem  | C-1 1000 m masculino         | Ouro    |
| Josef Dostál                                    | Canoagem  | K-1 1000 m masculino         | Ouro    |
| Jiří Beran Jakub Jurka Martin Rubeš Michal Čupr | Esgrima   | Espada por equipes masculino | Prata   |
| Nikola Ogrodníková                              | Atletismo | Lançamento de dardo feminino | Bronze  |

## Competidores
Esta foi a participação por modalidade nesta edição:
| Esporte            | Masculino | Feminino | Total |
| ------------------ | --------- | -------- | ----- |
| Atletismo          | 17        | 13       | 30    |
| Badminton          | 3         | 1        | 4     |
| Canoagem           | 7         | 4        | 11    |
| Ciclismo           | 4         | 3        | 7     |
| Escalada esportiva | 1         | 0        | 1     |
| Esgrima            | 5         | 0        | 5     |
| Ginástica          | 0         | 1        | 1     |
| Golfe              | 0         | 2        | 2     |
| Halterofilismo     | 1         | 0        | 1     |
| Hipismo            | 2         | 0        | 2     |
| Judô               | 2         | 1        | 3     |
| Natação            | 3         | 2        | 5     |
| Pentatlo moderno   | 2         | 2        | 4     |
| Remo               | 2         | 4        | 6     |
| Taekwondo          | 0         | 2        | 2     |
| Tênis              | 3         | 4        | 7     |
| Tênis de mesa      | 0         | 1        | 1     |
| Tiro               | 7         | 2        | 9     |
| Tiro com arco      | 1         | 1        | 2     |
| Triatlo            | 0         | 1        | 1     |
| Vela               | 0         | 3        | 3     |
| Voleibol de praia  | 2         | 2        | 4     |
| Total              | 62        | 49       | 111   |